# Галстян, Арсен Жораевич
Арсен Жораевич Галстян (арм. Արսեն Ժորայի Գալստյան, 19 февраля 1989, село Неркин-Кармирахпюр, Шамшадинский район, Армянская ССР) — российский дзюдоист армянского происхождения, Заслуженный мастер спорта России, Олимпийский чемпион Лондона 2012 года в весовой категории до 60 кг.

## Биография
Арсен Галстян — ученик адыгейской школы дзюдо, представитель знаменитого майкопского дзюдо, основатель которого — Якуб Коблев, был признан лучшим тренером России XX века по дзюдо.
Родился Галстян в 1989 году в селе Неркин-Кармирахпюр на северо-востоке Армении. Отец был футболистом, играл за дилижанский клуб «Импульс», во второй половине 1970-х годов выступал в составе ереванского «Арарата».
В возрасте 7 лет в 1996 году Арсен переехал с семьёй в Россию — в станицу Гиагинскую Республики Адыгея.
Учился в СОШ № 4 станицы, начал заниматься дзюдо в местной спортивной секции. Игорь Романов — первый наставник Арсена и сейчас остаётся его личным тренером.
После окончания школы он поступил в Институт физической культуры и дзюдо Адыгейского государственного университета в городе Майкопе.
В институте его тренером был МСМК Хашханок Айвар Казбекович (серебряный призёр Чемпионата Мира среди мастеров).
В 2012 году на Летних Олимпийских играх в Лондоне Арсен Галстян завоевал золотую медаль, став первым олимпийским чемпионом в истории российского дзюдо после 1991 года, а также первым армянином — обладателем олимпийского золота по борьбе дзюдо и одним из трёх дзюдоистов армянского происхождения, удостоенных олимпийской награды (до него призёрами олимпиады становились Бернар Чулуян в 1980 году от Франции и Армен Багдасаров в 1996 году от Узбекистана). Также он стал первым российским мастером, победившим в финале японца.
Член Сборной России по дзюдо с 2007 года. На Летней Универсиаде в Казани в 2013 году дошёл до финала и выиграл серебряную медаль.
В 2016 году боролся на Чемпионате Европы в Казани в весовой категории до 66 кг, и завоевал бронзовую медаль.

## Семья
Отец спортсмена в прошлом тренер по футболу. У Арсена есть два брата — старший Тигран и младший Арман, оба мастера спорта по дзюдо. Арсен Галстян женат.

## Спортивные достижения
Галстян выиграл чемпионат Европы 2009 года (его соперником в финале был Георгий Зантарая) и Кубок мира 2012 года. На Олимпиаде 2012 года он в полуфинале победил Ришода Собирова (Узбекистан), а в финале — иппоном на 41-й секунде японца Хироаки Хираоку. Он завоевал первую для сборной России медаль на Олимпиаде в Лондоне. По признанию самого спортсмена, в Лондон летел только за победой и уже ставил себе новую цель на следующей Олимпиаде. Однако по решению высшего совета федерации дзюдо России вместо Галстяна на Олимпиаду был направлен Михаил Пуляев (выбыл в первом круге Олимпиады 2016), так как Галстян не смог продвинуться на нужную строчку в рейтинге IJF.
| Соревнования                                      | Золото | Серебро | Бронза |
| ------------------------------------------------- | ------ | ------- | ------ |
| Летние Олимпийские игры                           | 1      | 0       | 0      |
| Чемпионаты мира                                   | 0      | 0       | 1      |
| Чемпионаты Европы                                 | 1      | 0       | 2      |
| Кубки мира / Гран-При / Большой шлем              | 2      | 2       | 4      |
| Чемпионаты мира среди юниоров (до 20 лет)         | 1      | 0       | 0      |
| Чемпионаты Европы среди юниоров (до 20 лет)       | 1      | 0       | 0      |
| Чемпионаты Европы среди юношей (до 17 лет)        | 1      | 0       | 0      |
| Кубки Европы среди юниоров (до 20 лет)            | 6      | 1       | 1      |
| Кубки Европы среди юношей (до 17 лет)             | 1      | 0       | 1      |
| Международные турниры                             | 1      | 0       | 0      |
| Национальные чемпионаты                           | 0      | 0       | 1      |
| Национальные чемпионаты среди юниоров (до 20 лет) | 3      | 0       | 0      |
| Национальные чемпионаты среди юношей (до 17 лет)  | 2      | 0       | 0      |

## Награды
- Орден Дружбы (13 августа 2012 года) — за большой вклад в развитие физической культуры и спорта, высокие спортивные достижения на Играх XXX Олимпиады 2012 года в городе Лондоне (Великобритания)[5].
- Заслуженный мастер спорта России (26 марта 2012 года)[6].